# Etodolaco
El etodolaco es un medicamento del tipo antiinflamatorio no esteroideo (AINE), derivado racémico del ácido acético con una vida media intermedia, que se indica en medicina para el alivio del dolor y la inflamación. El etodolaco es levemente más selectivo por la COX-2 que el resto de los AINEs, teniendo una selectividad por la COX-2 unas 10 veces mayor que por la COX-1. A diferencia del resto de los AINE racémicos, el etodolaco no pasa por una inversión quiral metabólica en el cuerpo. 
No hay datos que sugieran que el etodolaco difiera de otros AINE, excepto en sus parámetros farmacocinéticos, aunque se ha reportado que causa menos toxicidad gástrica en términos de úlceras gástricas que el resto de los AINE no selectivos, así como trastornos renales transitorios.

## Indicaciones
El etodolaco se indica para el tratamiento del dolor y la inflamación causada por osteoartritis y la artritis reumatoide. Por lo general se administra en dosis de 400-600mg diarios divididos en dos dosis o bien en solo una toma.

## Farmacocinética
Una vez ingerido, el etodolaco se absorbe con rapidez y, en promedio, 99% de él está ligado a proteínas plasmáticas. El hígado lo metaboliza de manera activa hasta generar metabolitos que se excretan en gran medida por orina. Su vida media es de unas 7 horas.

## Interacciones medicamentosas.
Por lo general, el etodolaco debe administrarse bajo estricta supervisión médica en pacientes que estén tomado medicamentos anticoagulantes, tales como la warfarina o el acenocumarol, debido a un aumento del riesgo de sangrado. Puede aumentar la biodisponibilidad del litio en pacientes que lo estén tomando, dando lugar a intoxicaciones por el mismo. Igualmente, la combinación con ciclosporina puede causar toxicidad en el riñón.
El uso de etodolaco no ha sido estudiado adecuadamente en niños, y no se ha reportado dependencia con el uso de esta droga. Antes de pasar por una intervención quirúrgica, todo paciente debe informar el uso de etodolaco y otros AINE a su cirujano, por razón del riesgo que algunos de estos medicamentos conllevan de problemas en la coagulación sanguínea. Por lo general, se recomienda no ingerir etodolaco al menos 4 días antes de un procedimiento quirúrgico.
Al igual que otros AINE aumenta la posibilidad de úlcera gástrica en pacientes que tomen alcohol. Las personas que toman medicamentos antiinflamatorios sin esteroides (diferentes a la aspirina) como el etodolaco pueden tener mayor riesgo de tener un ataque cardíaco o un accidente cerebrovascular, que las personas que no toman estos medicamentos.

## Contraindicaciones
El etodolaco debe ser evitado durante el embarazo y la lactancia. No debe ser tomado por pacientes con antecedentes de asma, urticaria u otra reacción alérgica a la aspirina y otros AINEs. En raros casos se ha reportado reacciones alérgicas severas en estos individuos. También debe ser evitado por pacientes con úlcera péptica o por quienes tengan una enfermedad renal, puesto que el etodolaco puede empeorar estas enfermedades.

## Efectos secundarios
Algunos pacientes han reportado estreñimiento, diarrea, flatulencia, vómitos, dolor de cabeza, mareos, pitidos en los oídos, secreción nasal, dolor de garganta y visión borrosa con el uso del etodolaco. Otras reacciones adversas han sido descritas, por lo que la aparición de síntomas no esperados con la administración del etodolaco debe ser consultada de inmediato a un profesional especializado de la salud.
En octubre de 2020, la Administración de Drogas y Alimentos de los Estados Unidos (FDA) requirió que la etiqueta del medicamento se actualizara para todos los medicamentos antiinflamatorios no esteroides para describir el riesgo de problemas renales en los bebés por nacer que resultan en un nivel bajo de líquido amniótico. Recomiendan evitar los AINE en mujeres embarazadas a las 20 semanas o más tarde del embarazo.